# 小威尼斯 (伦敦)

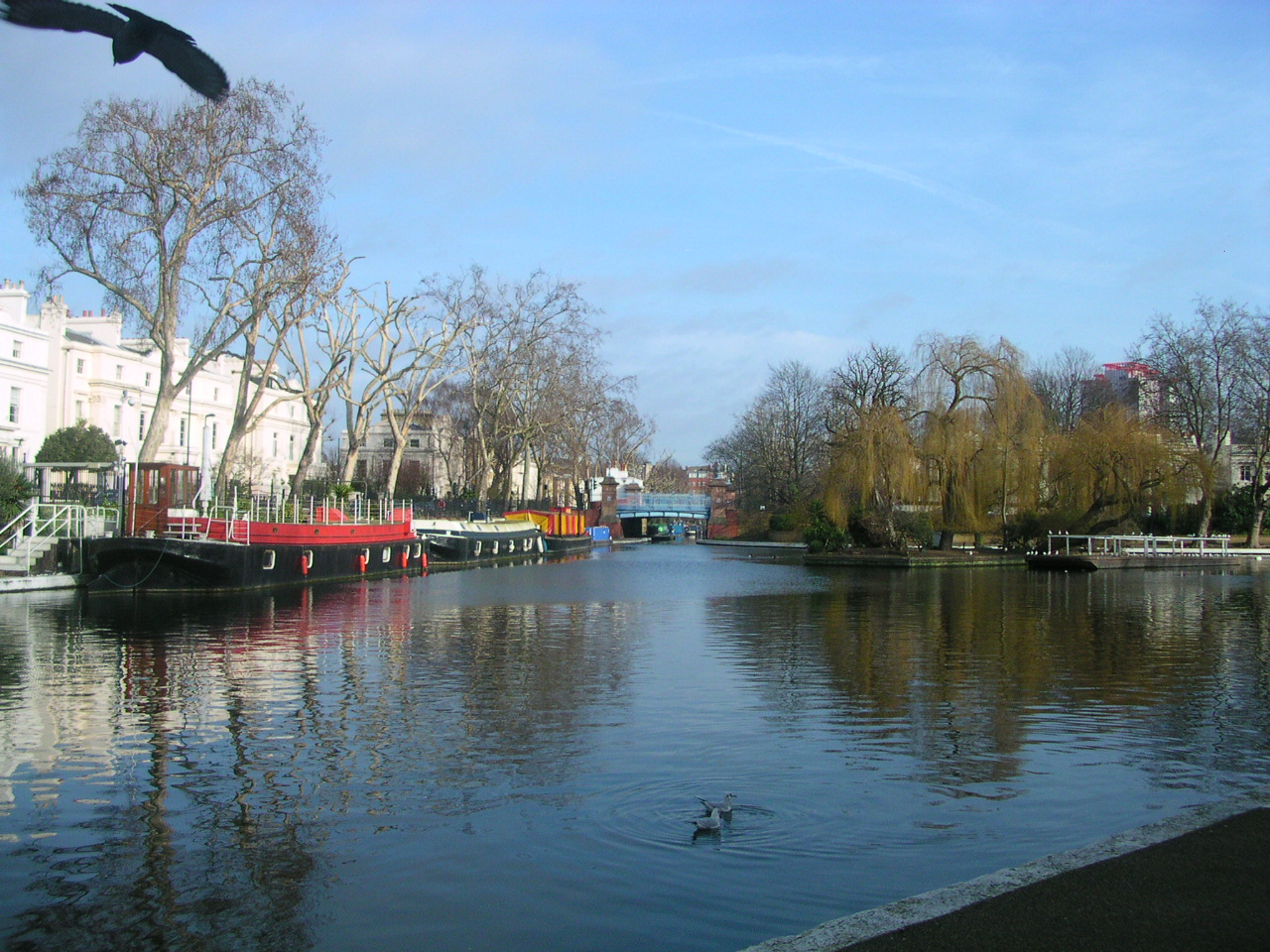
小威尼斯

小威尼斯（Little Venice）是英国伦敦的一个风景秀丽的部分，在大联盟运河和摄政运河的汇合处附近，形成风景如画的布朗宁池塘，周围有许多豪宅。
这个名字的起源是有争议的，分别与诗人布朗宁及拜伦有关。
小威尼斯是伦敦的黄金住宅区之一， 有一批文化设施，以及餐厅，商店，剧院和酒吧。
定期水上巴士从小威尼斯向东经摄政公园，停靠伦敦动物园到达卡姆登。